# Cotesia parijati
Cotesia parijati är en stekelart som beskrevs av Sathe 2003. Cotesia parijati ingår i släktet Cotesia och familjen bracksteklar. Inga underarter finns listade i Catalogue of Life.